# Hottentots-Holland
Hottentots-Holland – pasmo górskie w górach Cape Fold Belt w Prowincji Przylądkowej Zachodniej w Republice Południowej Afryki.
Góry Hottentots-Holland stanowią barierę pomiędzy metropolią Kapsztadu i Overbergiem. Góry rozciągają się pomiędzy piaskowcową Górą Stołową, a miastami Somerset West i Gordon's Bay.
W górach panuje klimat śródziemnomorski, jedynie temperatury są nieco niższe. Teren gór jest najbardziej zieloną częścią Prowincji Przylądkowej Zachodniej. Roczne opady oscylują wokół 1500 mm, a letnie temperatury wokół 25°C.
Najwyższym szczytem jest góra Somerset Sneeukop, o wysokości 1590 m n.p.m.